# قبيط هاينان
قبيط هاينان (الاسم العلمي Polyplectron katsumatae)، طير من القبيط وينتمي إلى فصيلة التدرجية. وهو من الأنواع المهددةبالإنقراض، وهو طائر نادر وجوده للغاية، موطنه جزيرة هاينان الصينية.